# Internationaal Rode Kruis en Rode Halve Maan Museum
Het Internationaal Rode Kruis en Rode Halve Maan Museum is een museum in Zwitserland, in de stad Genève. Het museum is gewijd aan de geschiedenis van het Rode Kruis en de Rode Halve Maan en laat via ooggetuigenverslagen en interactieve opstelling het uitgangspunt van de organisatie zien. Het museum werd in 1988 geopend, maar onderging tussen 2011 en 2013 een grootschalige renovatie en werd in 2013 heropend. Het won in 2015 de Kenneth Hudson Award, een prijs voor innovatieve musea in Europa.
Er wordt onder andere aandacht besteed aan de verschrikkingen die landmijnen met zich mee brengen.
2010 Museum voor anticonceptie en abortus  Oostenrijk · 
2011 Museum voor verbroken relaties  Kroatië · 
2012 Glasnevin Cemetery  Ierland ·
2013 Museum van Batalha  Portugal ·
2014 Jānis Lipke-museum  Letland ·
2015 Internationaal Rode Kruis en Rode Halvemaan Museum  Zwitserland ·
2016 Micropia  Nederland ·
2017 Boris Jeltsin-museum  Rusland · 
2018 Nationaal Museum van Estland  Estland · 
2019 Weltmuseum Wien  Oostenrijk · 
2020 Haus der Geschichte Österreich  Oostenrijk · 
2021 CosmoCaixa  Spanje · 
2022 Wayne Modest, Nanette Snoep, Laura van Broekhoven & Leontine Meijer-van Mensch · 
2023 23,5 Hrant Dink Site of Memory   Turkije